# بيرنارد بوسانكويت (لاعب الكريكيت)
بيرنارد جيمس (بالإنجليزية: Bernard James Tindal Bosanquet) تيندال بوسانكويت هو لاعب الكريكيت الإنجليزي المشهور (13 أكتوبر 1877 – 12 أكتوبر 1936) باختراعه طريقه لعب مخادعة، وهي طريقة مصممة لخداع ضارب الكرة، فعند قيامه برمي الكرة، تبدو وكأنها كسر في الساق، لكن، بعد رميها، تدور الكرة في اتجاه معاكس للاتجاه المتوقع، ومن ثم تتصرف وكأن هناك كرة بديلة، وقد ظهر بوسانكويت الذي لعب في صفوف فريق الكريكت للدرجة الأولى في نادي ميدل سيكس خلال الفترة بين 1898 و 1919 في سبع مباريات تجريبية لانجلترا بجميع الجولات، وقد تم اختياره كلاعب كريكيت ويسدن لعام 1905م.
وقد لعب بوسانكويت الكريكيت في كلية إيتن خلال الفترة من عام 1891 إلى 1896م قبل حصوله على حزامه الأزرق في كلية أورييل في أكسفورد، وكان بذلك لاعب كريكيت ناجح إلى حد ما حيث كان يرمي كرته بوتيرة تتراوح بين سريعة إلى متوسطة في جامعة اكسفورد خلال الفترة الممتدة بين 1898 إلى 1900م، وكطالب، فقد ظهر في العديد من المرات في ميدل سيكس وحقق مكانه منتظمة في جانب المقاطعة بصفته هاوياً، وأثناء ممارسة لعبة الطاولة، وضع بوسانكويت وسيلة جديدة لرمي الكرة، والتي عرفت لاحقا بـ «الضربة الخدعة» التي مارسها خلال دراسته في جامعة أكسفورد، وقد استخدمها لأول مرة في مباريات الكريكيت حوالي عام 1900 متخلياً عن سرعته في قذف الكرة، لكن ذلك لم يتحقق حتى عام 1903م، عندما حقق موسما ناجحا مع كرته، حيث بدأت طريقة تسليم الكرة من قبله تستحوذ على الاهتمام، وبعد ذهابه في العديد من الرحلات الخارجية الثانوية، تم اختيار بوسانكويت في العامين 1903 – 04 لتمثيل فريق نادي ماري ليبون للكريكيت (MCC) بالكامل خلال رحلته إلى أستراليا، وخلال تلك الرحلة، حقق ظهوره الأول ممثلا لإنجلترا، لكن على الرغم من فشله إلى حد كبير بصفته «لاعب كرة الكريكت»، فقد كان أداؤه جيدا كضارب للكرة وأربك جميع ضاربي الكرة من الفرق الأخرى بطريقتة في رمي الكرة التي تقوم على الخداع.
تبع ذلك مزيد من النجاح، ففي موسم العام 1904، حقق أكثر من 100 ويلت وبلغت ذروته عندما حقق 1 8 ويكت لعدد 107 جولات في الاختبار الأول ضد أستراليا عام 1905م ليقود إنجلترا إلى الفوز، لكن مع ذلك، لم يتقن السيطرة بالكامل وبشكل جيد على طول رمية المضرب وبقي لاعبا يقوم بأداء لعبته، وبعد عام 1905م، اتجهت لعبة المضرب لدى بوسانكويت إلى الانحدار حيث تخلى عمليا عنها وقل ظهوره في دوري الدرجة الأولى نتيجة لمصالحه التجارية، وبعد مشاركته في الحرب العالمية الأولى في سلاح الطيران الملكي البريطاني، تزوج وأنجب ولدا سماه ريجينالد بوسانكويت الذي أصبح فيما بعد قاريء أخبار في التلفزيون وتوفي عام 1936م عن عمر 58 عاما.

## النشأة
ولد بوسانكويت في بولز كروس، إنفيلد بمقاطعة ميديل سيكس في 13 أكتوبر 1877، وكان واحد من بين خمسة أبناء لوالده بيرنارد تيندال بوسانكويت وزوجته إيفا مودي كتون، وكان لـ بوسانكويت أخ أصغر وثلاث بنات، وكانت الكثير من علاقاته معروفة جيدا في مجالهم بما في ذلك عمه والذي يحمل نفس اسمه: بيرنارد بوسانكويت، أما جده جيمس وات مان بوسانكويت، فقد كان مصرفيا حقق تميز بصفته مؤرخ للكتاب المقدس، وعمل والده لشركة بوسانكويت المصرفيه وشركاه، ثم أصبح شريكا في شركة جلود وسماسرة الفراء في لندن، كما عمل بوظيفة عمدة ميدل سيكس خلال الفترة من 1897 إلى 1898 ثم تولى قيادة فريق نادي الكريكيت في انفيلد. وبعد ذهابه إلى مدرسة سنيميد في سلاف، دخل بوسانكويت في كلية إيتون خلال الفترة من 1891 إلى 1896م.

## جامعة أوكسفورد

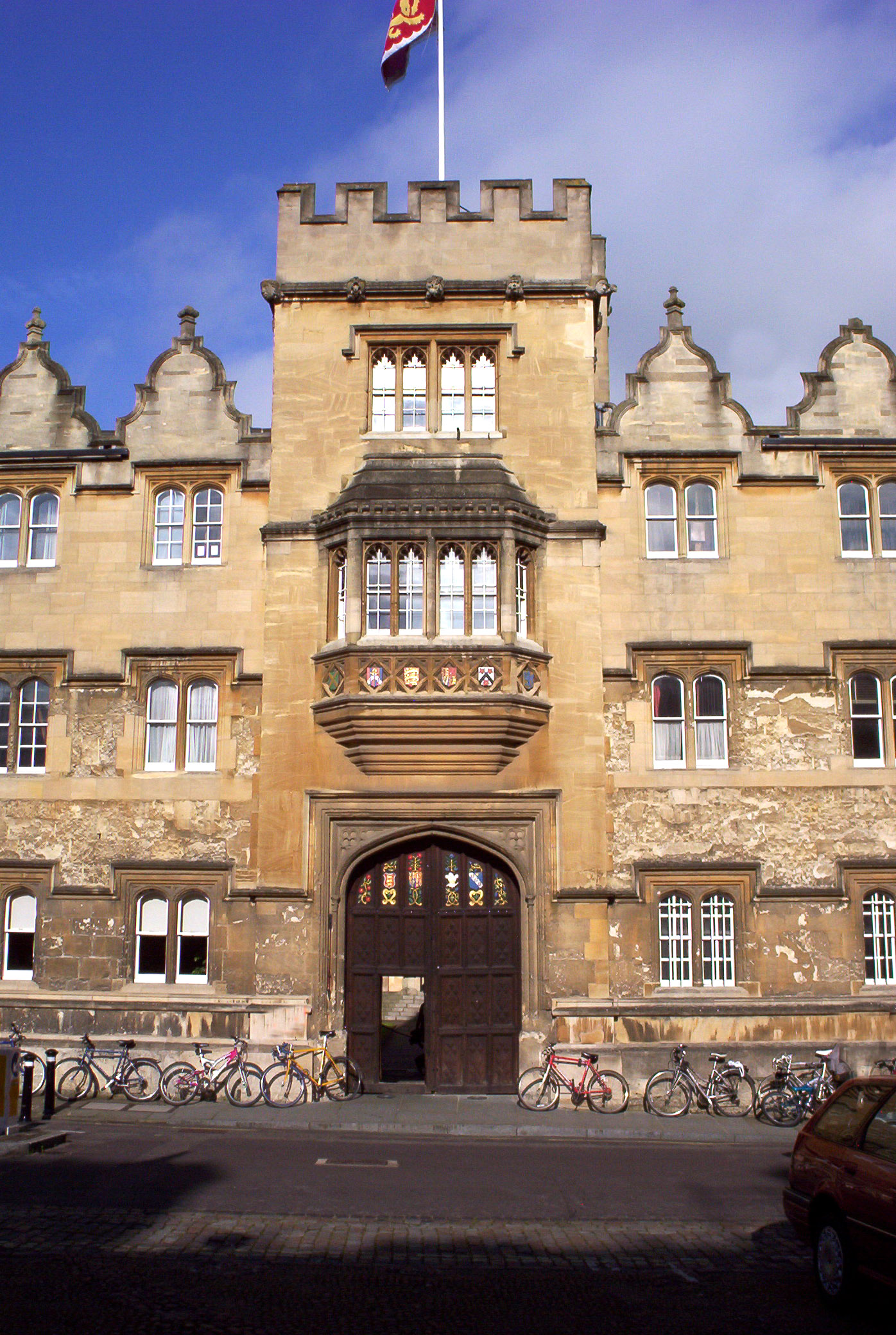
البوابة الرئيسية لكلية أوريل التي ارتارها بوسانكويت بين عامي 1897 و 1900

في عام 1897، ارتاد بوسانكويت كلية أورييل، أوكسفورد، وعلى الرغم من تركه للجامعة في عام 1900 دون الحصول على درجته العلمية، إلا أنه أحرز العديد من الإنجازات الرياضية. [3] بظهوره في أول مباراة له عام 1898 لفريق جامعة أوكسفورد ضد فريق قام باختياره كابتن ميدلسيكس أ. ج. ويبي، تحقق له قدرا صغيرا من النجاح في ضرب الكرة أثناء الموسم، وأحرز أعلى عدد له من النقاط مسجلا 17 نقطة. فقد كان أكثر انتاجا بالكرة، مصيبا خمس من الويكيت مرتين في الشوط لأوكسفورد، ونال بها جائزة كريكيت بلو للجامعات. وبعد اختياره للعب مباراة الجامعة، أحرز 54 هدفا، وهي أعلى نقاط أحرزها في الموسم. بعد ذلك لعب مرتين لفريق ميدلسيكس، ولكنه لم يظهر نفسه بشكل متميز، مسجلا 17 نقطة ولم يصب أي ويكيت. في كل مباريات الدرجة الأولى عام 1898، سجل بونساكويت 168 نقطة بمتوسط 14.00 ضربة وإصابة 30 ويكيت بمتوسط 18.70 رمية. في نهاية الموسم، التحق بفريق يقوده بلام وورنر حيث جاب الفريق أمريكا، وحقق نجاحا إضافيا كرامي للكرة.
سجل بونساكويت رقما أفضل لأوكسفورد عام 1899، محرزا الخمسين مرتين ومصيبا خمسة من الويكيت في ثلاث مناسبات قبل مباراة الجامعة. فشل في ضربة الكرة في مباراة ضد كمبريدج ولكنه أصاب سبعة من الويكيت بـ 89 نقطة في أول شوط. سجل بونساكويت أهله ليتم اختياره في فريق الهواة ضد المحترفين؛ فقد أصاب في هذه المباراة ويكيت واحد فقط ولكنه أحرز 61 نقطة. وقد لعب مبارتين أخريين لميديلسيكس وأنهى الموسم بتسجيل 419 نقطة من ضرب الكرة في كل المباريات، بمتوسط 27.93 و55 ويكيت بمتوسط 22.72. فقد لعب بعض مباريات نهاية الموسم ليست من الدرجة الأولى مثل ل. زينجاري، مصيبا 16 ويكيت في مباراة ضد إيرلندا، وذهب في جولة أخرى إلى أمريكا، يقودها ك. س. رانجيتسينهي.
يعد آخر موسم لعبه بونساكويت لأوكسفورد أفضل موسم لعبه إحصائيا. فقد سجل أول مائة نقطة له في مباراة الدرجة الأولى ضد لندن كاونتي، وسجل ضد ساسيكس أفضل أرقام لضرب الكرة في مسيرته، مصيبا تسعة من 31 ويكيت في الشوط الثاني وإجمالي 15 ويكيت من المباراة مقابل 65 نقطة. كانت مباراته الأخيرة لفريق أوكسفورد هي مباراة الجامعة عام 1900، حيث سجل 42 و23. ولباقي الموسم، التحق بونساكويت مرة أخرى بفريق ميدلسيكس، وفي مباراته الثانية، ضد ليسترشاير، حقق مائة نقطة نادرة ومتميزة في كل شوط: 136 في 110 دقيقة في أول شوط، تبعها ب139 في 170 دقيقة في الشوط الثاني. وقد سجل ثلاث خمسينات أخرى لفريق ميدلسيكس أصاب خمسة ويكيت مرة واحدة في الشوط، ولكنه رمى الكرة بطريقة نادرة نسبيا، رمية واحدة فقط بأكثر من 13 في الشوط. في كل مباريات الدرجة الأولى في الموسم، سجل بونساكويت 1026 نقطة عند 34.20 وأصاب 50 ويكيت عند 23.20.
في كل مبارياته مع فريق أوكسفورد، سجل بونساكويت 801 نقطة بمتوسط25.03 وأصاب 112 ويكيت بمتوسط 19.49. في الرياضات الأخرى، نال جائزة الهاف بولز عن لعبة رمي المطرقة والبلياردو، ولعب أيضا هوكي الجليد.

## النشأة

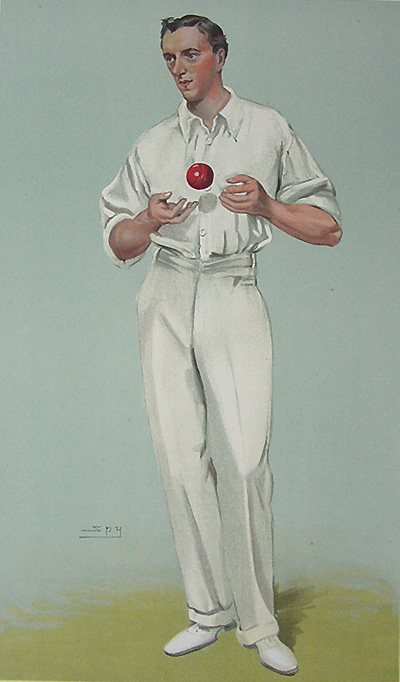
رسمة كاريكاتيرية ل بوسانكويت رسمها سباي في سبتمبر عام 1904

يذكر عن بونساكويت أنه مخترع الضربة الخادعة، وهي رمية مصممة لخداع رجل المضرب. عند رمي الكرة، تبدو وكأن ساقا قد انكسرت، ولكن بعد رمي الكرة تعود في الاتجاه عكس ما هو متوقع، وتكون بمثابة ضربة اوف بريك بدلا من ذلك. من ناحية أخرى، كان بونساكويت رامي كرة سريع في أيام الجامعة. وصف الكتاب السنوي للاعبي الكريكيت ويسدن رميته للكرة في هذه الفترة على أنها «مفيدة للغاية.... ولكن هذا هو كل ما في الأمر، وإذا حافظ على أسلوبه الأصلي المتميز في الكريكيت لكان انعكس عليه في ضرب الكرة». علاوة على ذلك، فلم يكن يحب رمي الكرة بسرعة، معتقدا أنه فقط الاختيار الأخير الذي يلجأ لاستخدامه وأنه كان سيحقق نجاحا قليلا كرامي سريع للكرة. ونتيجة لذلك، قرر بونساكويت تغيير أسلوبه. فوفقا لما يراه، فقد استلهم ذلك في منتصف التسعينيات من القرن التاسع عشر من لعبة الطاولة تويستي تووستي التي كان يلعبها غالبا وكان الهدف منها هو ارتداد كرة تنس على الطاولة بحيث لا يمكن للاعب الخصم التقاطها. بدأ بونساكويت بتجربة طرق رمي الكرة بحيث بعد رميها تدور وتلف في اتجاه غير متوقع، بدون ما يشعر الخصم بأي فرق في الرمية. وبعد أن وجد أنه يقوم بذلك بنجاح، بدأ في ممارسة ذلك باستخدام نفس الطريقة لرمي الكرة في كرة كريكيت خفيفة وبعد ذلك استخدم كرة قوية في أهداف الكريكيت، ولكنه لم يأخذ اكتشافه في ذلك الوقت على محمل الجد، ولم يحدث هذا حتى عام 1899 أو 1900 عندما بدأ بونساكويت في ممارسة هذه الرمية جديا، وطور رمية اليد اليمنى المألوفة في الأهداف لاستكمال أسلوبه الجديد في الرمي، والذي صب في نفس اتجاه الأوف بريك . أثناء استراحة الغداء في مباريات أوكسفورد، كادن كثيرا ما يرمي الكرة إلى أفضل خصم في رمي الكرة، مسددا العديد من رميات الليج بريك، أتبعها بـ الاوف بريك، بدون تغيير في حركة رمي الكرة؛ في بعض الأحيان كانت الكرة لتصيب رجل المضرب المتحير في ركبته، لتسلية المتفرجين والمشاهدين. قدم ابن لويس بونساكويت، ابن عم برنارد، نوعا مختلفا قليلا في الأحداث، الذي زعم عام 1965 أن بونساكويت تخيل الفكرة في عام 1890 ودرب لويس على رمي الكرة بواسطة كرة تنس منذ عام 1893.
وبالتدريب طوال عامي 1899 و 1900 بدأ بونساكويت باستخدام طريقة جوجلي في المباريات الصغيرة قبل استخدامها في مباريات
المهمة. استخدامه الأول للرمية الجديدة في مباريات الكريكيت بالدرجة الأولى كان في مباراة ضد ليسترشاير عام 1900 حيث سجل فيها مئويتين (100 نقطة مرتين). في الشوط الثاني، سجل صمويل كوي 98 عندما قام بونساكويت برمي الكرة بطريقة الاوف بريك، وكان لايزال معروفا بأنه رامي كرة سريع؛ قفزت الكرة أربع مرات وكان رجل المضرب متحيرا (على الرغم أن بونساكويت ذكر أن كوي رمى، في كتاباته عام 1925). كتب بونساكويت لاحقا أن الويكيت«كانت حقا تعامل على أنها مزحة، وكانت مثارا للتعليقات السفيهة». سمح رؤساء فريق ميدلسيكس له بتجربة الضربة الخادعة إذا كان هناك ضغط، ولكنه كتب لاحقا: «ولو أنه كان يمكنني إصابة خمس أو ست ويكيت قبل نهاية الموسم، فقد أسفرت جهودي عن ضحكا أكثر من الفزع في قلوب رجال المضرب الخصوم.» ولكن بونساكويت استمر في الرمي وسريعا ما بدأ لاعبو الكريكيت المؤثرون في ملاحظته حيث ادركوا قوة وتأثير الضربة الخادعة. سابقا، قام بعض رماة الكرة برمي الكرة بطريقة الضربة الخادعة بدون تعمد أحيانا، ولكن لم يكن باستطاعتهم التحكم فيها. وعلى الرغم من تعود رجال المضرب على رماة الكرة بطريقة الأوف بريك أو الليج بريك، إلا أنها كانت مشكلة جديدة غير مسبوقة لمواجهة رامي الكرة الذي كان يمكنه رمي الكرة بالطريقتين بإرادتهم، ويميزون أيهما سيقوم باستخدامها في رمي الكرة. أقنع بونساكويت زملاءه في الفريق بالتزام الهدوء حيث رغب في المحافظة على انطباع أن طريقته في رمي الكرة الاوف بريك كانت عارضة بحيث لم يتوقعها رجال المضرب. حاول أيضا الانتقاص من نجاحاته: فقد تظاهر بالمفاجأة، متعاملا كما لو أنها كانت غير مقصودة.
أصبحت رمية بونساكويت معروفة باسم «جوجلي» لأول مرة في حوالي عام 1903. قال بيلهام وورنر أن أو استخدام للكلمة كان في ليتلتون تايمز، جريدة مقرها كانتربيري، نيوزيلندا، خلال دوري 1902 / 1903، ولكن لم يتم العثور لاحقا عليها. كان هناك مزاعم واقتراحات فيما بعد بأن لاعبي كريكيت آخرين اخترعوا طريقة الضربة الخادعة قبل بونساكويت. في عام 1935، كتب جاك هوبز أن كينجزميل كي، رئيس سابق لفريق سيري، أخبره أن الضربة الخادعة تم اختراعها بواسطة طالب بجامعة أوكسفورد، هيربيرت بيدج، في الثمانينات من القرن التاسع عشر. قال كي بأن بيدج قام برمي الكرة بالطريقة العادية، ولكنه لم يستخدمها في مباراة درجة أولى.

## استخدام الكريكت المنتظم
بعيدا عن بعض العاب الموسم لـ م م س وأ. ج. ويبي الحادي عشر، كانت كل مباريات بونساكويت للكريكيت عام 1901 لفريق ميدلسيكس. فقد حافظ على أسلوبه السريع في رمي الكرة ولكنه بدأ أيضا في رمي الكرة ببطء بطريقة الليج بريك ، وبطريقة الضربة الخادعة غير المعروفة بعد والتي تم خلطها لتمثل تغييرا. لاحقا، وجد أنه لا يمكنه المحافظة على الأسلوبين بطريقة فعالة وقرر أن يركز على الدوران (اللف)، وبدأ تدريجيا في التخلي عن الرمي السريع للكرة. جلب له رمي الكرة 36 ويكيت بمتوسط 37.52 عام 1901 ولكنه لم يصب أكثر من ثلاثة ويكيت في الشوط الواحد. استغرقه الأمر حتى يوليو لتمرير خمسين نقطة بالمضرب في الشوط ولكن تحسن شكل اسلوبه بالمضرب في أغسطس بأربع خمسينات. وقد أنهى الموسم بمئويات متتالية ضد سيري وايسكس. إجمالا، سجل بونساكويت 1240 نقطة بمتوسط 32.63 واعتبره وورنر واحدا من أكثر ثلاثة رجال مضرب يمكن له الاعتماد عليهم في ميدلسيكس. بعد الموسم، ذهب بونساكويت في جولته الثالثة إلى أمريكا، قائدا للفريق بنفسه. من يناير إلى أبريل 1902، جال في غرب الإنديز مع فريق ريتشارد بينيت. سجل 623 نقطة بمتوسط 34.61 مع خمس خمسينات و55 ويكيت بمتوسط 15.47، تشمل ثمانية أرقام ل 30 في شوط واحد. اتبع بونساكويت نمطا مماثلا في 1902. فقد سجل 749 نقطة بمتوسط 24.96، بمئوية (مائة نقطة) ضد كمبريدج. ومن ناحية أخرى، لم يحرز خمسين بعد نهاية مايو حتى مباراته الأخيرة في الموسم. وأصاب 40 ويكيت بالكرة بمتوسط 21.17.

## روابط خارجية
- بيرنارد بوسانكويت على موقع إي آس بي آن كريك إنفو (الإنجليزية)